# UNC45A
UNC45A‏ (Unc-45 myosin chaperone A) هوَ بروتين يُشَفر بواسطة جين UNC45A في الإنسان.